# Слинки (Петриковский район)
Слинки (бел. Слінкі) — деревня в Конковичском сельсовете Петриковского района Гомельской области Беларуси.
На севере и западе граничит с лесом.

## География

### Расположение
В 15 км на восток от Петрикова, 7 км от железнодорожной станции Муляровка (на линии Лунинец — Калинковичи), 172 км от Гомеля.

### Гидрография
На реке Бобрик (приток реки Припять).

## Транспортная сеть
Транспортные связи по просёлочной, затем автомобильной дороге Лунинец — Гомель. Планировка состоит из изогнутой улицы близкой к меридиональной ориентации, к которой с востока присоединяются 3, с запада — 2 переулка. Застройка преимущественно односторонняя, неплотная, деревянная, усадебного типа.

## История
По письменным источникам известна с начала XIX века как селение в Петриковской волости Мозырского уезда Минской губернии. Помещик Прошинский в 1876 году владел в деревне и окрестности 1790 десятинами земли, мельницей и сукновальней. В 1879 году обозначена как селение в Петриковском церковном приходе. Согласно переписи 1897 года рядом находился одноимённый фольварк.
В 1930 году организован колхоз. Во время Великой Отечественной войны 16 жителей погибли на фронте. Согласно переписи 1959 года в составе колхоза имени В. И. Ленина (центр — деревня Конковичи). Действуют клуб, библиотека, фельдшерско-акушерский пункт.

## Население

### Численность
- 2004 год — 39 хозяйств, 58 жителей.

### Динамика
- 1897 год — 20 дворов, 122 жителя; в фольварке 3 двора, 13 жителей (согласно переписи).
- 1917 год — в деревне и фольварке 168 жителей.
- 1925 год — 28 дворов.
- 1959 год — 183 жителя (согласно переписи).
- 2004 год — 39 хозяйств, 58 жителей.